# CinePaint
CinePaint (ehemals Film Gimp) ist eine professionelle Grafiksoftware für die Filmbearbeitung. Da bei der Entwicklung von CinePaint Code aus unterschiedlichen Open-Source-Projekten eingeflossen ist, werden die Quelltexte entsprechend uneinheitlich unter verschiedenen freien Lizenzen veröffentlicht (GPL, LGPL, BSD, MPL).
CinePaint erlaubt die Bearbeitung ganzer Bilderserien in einem Vorgang. Zudem unterstützt es Farbtiefen von 8, 16 und 32 Bit (HDR) pro Farbkanal – weit mehr, als auf einem normalen Monitor angezeigt werden können. Dadurch wird dieses Programm neben seinem eigentlichen Einsatzzweck in der Filmbranche auch für Fotografen interessant. Durch das integrierte Color Management können CMYK- und CIE*Lab-Bilder angezeigt und korrigiert werden. Ab Version 0.20 ist es möglich, HDR-Bilder aus normalen Belichtungsreihen berechnen zu lassen. Rohdatenformate von Digitalkameras werden mittels Dcraw eingelesen, alternativ gibt es ein UFRaw-Plugin.
Neben Rhythm & Hues tragen die Studios von Sony Pictures Imageworks, ILM und DreamWorks Quelltext zu dem Projekt bei.

## Geschichte
Die Software wurde vom Quelltext des Bildbearbeitungsprogramms GIMP (Version 1.0.x, 1998) abgeleitet. Silicon Grail, die später von Apple aufgekauft wurden, und Rhythm & Hues übernahmen die Programmierung, um einen Ersatz für das gerade aufgegebene Adobe Photoshop für Silicon Graphics IRIX zu erhalten. Dieser Programmierbeitrag wurde aber nicht in GIMP aufgenommen. Daraufhin beschloss die Filmindustrie, eine Abspaltung mit Namen „Film Gimp“ weiterzuentwickeln. Später wurde das Projekt in „CinePaint“ umbenannt.
Versionen für macOS X und Linux waren geplant.

## Filme, die CinePaint nutzen
Von folgenden Filmen ist bekannt, dass CinePaint im Produktionsprozess genutzt wurde:
Harry Potter, Cats & Dogs, Dr. Dolittle 2, Little Nicky – Satan Junior, Wie der Grinch Weihnachten gestohlen hat, The 6th Day, Planet der Affen, Scooby-Doo, Stuart Little, Showtime, Blue Crush, 2 Fast 2 Furious, Der Appartement Schreck, Last Samurai, Die Liga der außergewöhnlichen Gentlemen, Buddy – Der Weihnachtself, Looney Tunes und der fast nur mit freier Software produzierte Film Elephants Dream.